# Hans Aerts
Hans Aerts (Balen, 28 september 1958) is een Belgisch componist. 

## Opleiding
Hans Aerts studeerde klarinet en piano aan de Muziekacademie van Mol en behaalde voor beide instrumenten regeringsmedailles. Aerts studeerde verder aan het Koninklijk Vlaams Conservatorium Antwerpen. Hij behaalde diploma's voor contrapunt en fuga aan het Koninklijk Conservatorium Brussel en compositie aan het Lemmensinstituut te Leuven.

## Werk
Het oeuvre van Aerts bestaat uit een honderdtal composities voor een groot aantal bezettingen. Zijn stijl kan worden beschreven als een voortzetting van de laatromantische stijl. Aan de basis staat vaak een heldere traditionele vorm, die interessant wordt gehouden door middel van tussengevoegde passages of transposities. In zijn compositiestijl zijn invloeden te merken van Maurice Ravel, Francis Poulenc, Samuel Barber en Aaron Copland.
Aerts ontving bekroningen voor verschillende van zijn composities. Aerts' compositie Tranen, op een tekst van dichter Guido Gezelle voor sopraan, klarinet en piano, werd in 1999 geselecteerd in een wedstrijd uitgeschreven door de stad Roeselare. In 1996 plichtwerk At the Lake of Connemara voor harp voor de Nationale Wedstrijd Axion Classics voor Muziek en Woordkunst van Dexia Bank. Voor dezelfde wedstrijd schreef Aerts in 1997 Contemplazione voor Viool en Piano en in 2004 Concertino da Camera voor houtblazers en piano. Sentimental Waltz, een compositie voor piano, werd in 2003 genomineerd in de ISME-compositiewedstrijd. In 2012 won Aerts een compositiewedstrijd van de Open Nederlandse Fanfare Kampioenschappen. Het winnende werk, Country Scenes, is het verplichte werk in de 5de divisie van dit kampioenschap voor 2013.